# Grongo (sous-marin)
Le Grongo est un sous-marin de la classe Tritone série I, en service dans la Regia Marina lancé pendant la Seconde Guerre mondiale.  

## Caractéristiques
La classe Tritone déplaçait 866 tonnes en surface et 1 068 tonnes en immersion. Les sous-marins mesuraient 63,15 mètres de long, avaient une largeur de 46,98 mètres et un tirant d'eau de 4,87 mètres. Ils avaient une profondeur de plongée opérationnelle de 130 mètres. Leur équipage comptait 6 officiers et 44 sous-officiers et marins. 
Pour la navigation de surface, les sous-marins étaient propulsés par deux moteurs diesel FIAT de 1 200 chevaux-vapeur (cv) (883 kW) chacun  entraînant deux arbres d'hélices. En immersion, chaque hélice était entraînée par un moteur électrique  CDRA de 400 chevaux-vapeur (294 kW). Ils pouvaient atteindre 16 nœuds (29,6 km/h) en surface et 8 nœuds (14,8 km/h) sous l'eau. En surface, la classe Tritone Série I avait une autonomie de 13 000 milles nautiques (24 076 km) à 8,5 nœuds (15,7 km/h); en immersion, elle avait une autonomie de 74,5 milles nautiques (138 km) à 4 nœuds (7,4 km/h).
Les sous-marins étaient armés de six tubes lance-torpilles (4 à l'avant et 2 à l'arrière) de 53,3 centimètres. Pour les combats en surface, ils étaient équipés de 1 canon de 100/47 mm et de 4 mitrailleuses Breda Model 1931 de 13,2 mm sur deux tambours rétractables.

## Construction et mise en service
Le Grongo est construit par le chantier naval Odero-Terni-Orlando (OTO) de La Spezia en Italie, et mis sur cale le 1er avril 1942. Il est lancé le 6 mai 1943 et est achevé et mis en service en septembre 1943. Il est commissionné le même jour dans la Regia Marina.

## Historique
Pendant son aménagement, la Regia Marina pense utiliser le Grongo comme embarcation d'approche pour les bateaux d'assaut, avec le placement de quatre conteneurs cylindriques pour les Siluro a lenta corsa (SLC) ou les canots explosifs MTR.
Cependant, le Grongo n'est jamais entrée en service: le 9 septembre 1943, après l'armistice de Cassibile qui était sur le point d'être conclu, il est saboté par l'équipage parce que le Grongo est incapable de prendre la mer, mais, contrairement à ses navires-jumeaux (sister ships) Murena et Sparide, il est capturé par les Allemands avant de pouvoir couler.
Sous le nouveau nom de UIT-20, il est remorqué de La Spezia à Gênes pour terminer sa construction, mais le 4 septembre 1944, il est coulé par un bombardement aérien intense au-dessus du port ligure, (le même sort a frappé le Murena et le Sparide).
Contrairement aux deux sister ships, il n'y a pas de certitudes sur son sort: selon certaines sources, il aurait été récupéré en avril 1947 et mis à la ferraille, mais il se pourrait aussi qu'on l'ait simplement emmené au large et laissé couler afin de se débarrasser de l'épave.